# Szuwar turzycy sztywnej

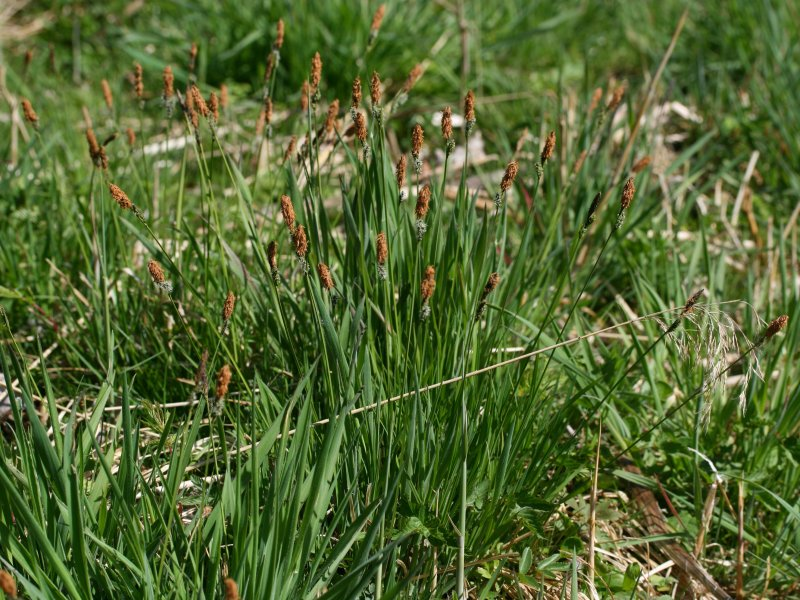
Postać bagienno-łąkowa szuwaru turzycy sztywnej (Quassliner w Niemczech).

Zespół turzycy sztywnej, szuwar turzycy sztywnej (Caricetum elatae) – zespół roślinności szuwarowej budowany głównie przez turzycę sztywną.

## Charakterystyka
Szuwar niski zajmujący podmokłe siedliska lądowe – zarastające zbiorniki astatyczne i brzegi zbiorników wodnych. Tworzy torfowisko niskie o strukturze kępowej. W dolinach pomiędzy kępami turzycy sztywnej woda może stale występować powierzchni lub okresowo wysychać. Siedlisko żyzne (eutroficzne lub mezotroficzne), o odczynie kwaśnym lub lekko kwaśnym (siedliska humotroficzne). Podłoże organiczne lub organiczno-mineralne, torfiejące. Wczesne stadia charakteryzuje większa wilgotność, silna kępowość, obecność gatunków wodnych i szuwaru wysokiego,  następne – wypłycanie dolin przez mchy. W sukcesji zastępuje zbiorowiska  wodne i szuwaru wysokiego, a przechodzi w inne rodzaje torfowisk i  turzycowisk, ewentualnie w łozowiska i olsy.
Występowanie
Pospolite w całej Polsce, zwłaszcza północnej i wschodniej.
Charakterystyczna kombinacja gatunków
ChAss. : turzyca sztywna (Carex elata).
ChAll. : turzyca błotna (Carex acutiformis), turzyca tunikowa (Carex appropinquata), turzyca Buxbauma (Carex buxbaumii), turzyca dwustronna (Carex disticha), turzyca zaostrzona (Carex acuta), turzyca sztywna (Carex elata), turzyca prosowa (Carex paniculata), turzyca nibyciborowata (Carex pseudocyperus), turzyca brzegowa (Carex riparia), turzyca dzióbkowata (Carex rostrata), turzyca pęcherzykowata (Carex vesicaria), turzyca lisia (Carex vulpina), szalej jadowity (Cicuta virosa), kłoć wiechowata (Cladium mariscus), przytulia błotna (Galium palustre), kosaciec żółty (Iris pseudacorus), tojeść bukietowa (Lysimachia thyrsiflora), kropidło piszczałkowate (Oenanthe fistulosa), gorysz błotny (Peucedanum palustre), mozga trzcinowata (Phalaris arundinacea), wiechlina błotna (Poa palustris), jaskier wielki (Ranunculus lingua), tarczyca pospolita (Scutellaria galericulata).
ChCl. : żabieniec babka wodna (Alisma plantago-aquatica), ponikło błotne (Eleocharis palustris), skrzyp bagienny (Equisetum fluviatile), manna mielec (Glyceria maxima), trzcina pospolita (Phragmites australis), szczaw lancetowaty (Rumex hydrolapathum), oczeret Tabernemontana (Schoenoplectus tabernaemontani), marek szerokolistny (Sium latifolium), pałka szerokolistna (Typha latifolia).
Typowe gatunki
Charakterystyczna kombinacja gatunków zbiorowiska ma znaczenie dla diagnostyki syntaksonomicznej, jednak nie wszystkie składające się na nią gatunki występują często. Dominantem jest turzyca sztywna. Inne częściej występujące gatunki to: przytulia błotna, gorysz błotny, turzyca dzióbkowata, skrzyp bagienny, kosaciec żółty, karbieniec pospolity, szczaw lancetowaty, siedmiopalecznik błotny, krwawnica pospolita, tojeść pospolita, bobrek trójlistkowy i knieć błotna.